# Larnaško slano jezero
Larnaško slano jezero (grško Αλυκή Λάρνακας, turško Larnaka Tuz Gölü) je zapletena mreža štirih slanih jezer (tri so med seboj povezana) različnih velikosti zahodno od mesta Larnaka na Cipru. Največje je jezero Aliki, sledijo mu jezero Orphani, jezero Soros in jezero Spiro. Tvorijo drugo največje slano jezero na Cipru za Limassolskim. Skupna površina jezer znaša 2,2 km² in so tik ob cesti, ki vodi do mednarodnega letališča Larnaka. Je ena največjih znamenitosti tega območja. Velja tudi za eno najpomembnejših mokrišč na Cipru in je bilo razglašeno za Ramsarsko območje, območje Natura 2000, posebno zaščiteno območje v skladu z Barcelonsko konvencijo  in pomembno območje za ptice (IBA). Obdaja ga halofitsko rastlinje, na njegovem bregu pa stoji Hala Sultan Tekke, eno najsvetejših svetišč v osmanskem islamu. V njem je grobnica Umm Haram, Mohamedove 'dojilje'.
Poleg svoje slikovite lepote je jezero zatočišče 85 vrst vodnih ptic z ocenjeno populacijo med 20.000 in 38.000 osebkov. Pomembno je kot postojanka na selitvi preko Cipra. Med pticami je 2000–12.000 velikih plamencev (Phoenicopterus roseus), ki tam preživijo zimske mesece in se prehranjujejo s solinskimi rakci vrste Artemia salina. Druge pomembne vrste ptic so navadni žerjav (Grus grus), beločeli deževnik (Charadrius alexandrines), rečni galeb (Larus ridibundus), polojnik (Himantopus himantopus), prlivka (Burhinus oedicnemus), ostrogasta priba (Hoplopterus spinosus), ciprski kupčar (Oenanthe cypriaca) in ciprska penica (Sylvia melanothorax). Ljubitelji ptic prihajajo v skupinah, da bi opazovali rožnati blesk plamencev, ko se zbirajo v sredini jezera, pa tudi druge pomembne selivke. Kompleks Larnaškega slanega jezera je bil s sklepom Sveta ministrov leta 1997 razglašen za zavarovano območje. Nedavni dokazi kažejo, da se v nasprotju s prejšnjim prepričanjem veliki plamenec ne le ustavi, temveč tudi gnezdi na tem mokrišču.
V zimskih mesecih se jezero napolni z vodo, poleti pa voda izhlapi, pusti skorjo soli in meglico sivega prahu. Legenda pravi, da slanost jezera izvira iz prošnje svetega Lazarja starki po hrani in pijači. Zavrnila ga je in trdila, da so se njene trte posušile, na kar je Lazar odgovoril: »Naj bodo vaše trte suhe in naj bo večno slano jezero«. Bolj znanstvena razlaga je, da morska voda prodira skozi porozno kamnino med jezerom in morjem, zaradi česar je voda zelo slana.
Sol, pridelana iz tega jezera, je bila nekoč eden glavnih izvoznih izdelkov otoka, zbirali so jo z osli, prenašali do roba jezera in nabirali v ogromne piramidaste kupe. Z naraščajočimi stroški dela se je nabiranje zmanjšalo na zanemarljivo količino in se leta 1986 popolnoma ustavilo, saj otok zdaj večino tega blaga uvozi.

## Galerija
- Plamenci na jezeru
- Zračna fotografija Larnaškega slanega jezera (pozimi) z Hala Sultan Tekke